# Museo Interactivo Laberinto de las Ciencias y las Artes
El Museo Interactivo Laberinto de las Ciencias y las Artes es un museo ubicado en la ciudad de San Luis Potosí, en México. Fue edificado en el Parque Tangamanga I de esta ciudad e inaugurado el 4 de septiembre de 2008. El arquitecto que lo realizó fue Ricardo Legorreta.
Las instalaciones se extienden alrededor de un gran patio de laberintos y el recorrido del visitante se hace a través de pórticos que rodean ese patio, generando un paseo variado, que da acceso a los diferentes pabellones en los que se ubican monumentales esculturas que ilustran el diálogo entre la ciencia, el arte y la tecnología. Asimismo, una torre hace las de observatorio para admirar las estrellas y conocer los astros.
El gobierno de San Luis Potosí, invirtió 300 millones de pesos para los trabajos que se realizaron sobre una superficie de 9 mil metros cuadrados en ese complejo cultural. Además, este gran proyecto dedicado a la divulgación de la ciencia, la tecnología y las artes se suma al recientemente inaugurado Centro de las Artes de San Luis Potosí, el cual abrió sus puertas en la antigua penitenciaría de esta ciudad.